# Kateřina Portugalská (1540–1614)
Infantka Kateřina Portugalská, vévodkyně z Braganzy (18. ledna 1540, Lisabon – 15. listopadu 1614, Vila Viçosa), byla portugalská infantka a uchazečka o trůn po smrti krále Jindřicha I. Portugalského.

## Život
Byla druhou dcerou infanta Eduarda Portugalského, vévody z Guimarães (šestý syn krále Manuela I. Portugalského) a Isabely Braganzské. Vdala se za Jana I., vévodu z Braganzy, potomka dřívějších portugalských panovníků a hlavu z nejdůležitějších šlechtických rodů v Portugalsku. Vévodkyně měla několik dětí, z nichž Theodosius II., vévoda z Braganzy byl nejstarší ze synů. Když roku 1580 zemřel král Jindřich, Eduardovou záležitostí bylo to že byl jediným legitimním dědicem krále Manuela I. Vzhledem k tomu že mužská linie byla důležitější než ta ženská a dalšími potomky krále byly dcery.
Podle této zásady by byl v první řadě na trůn Kateřinin synovec Ranuccio I. Farnese, vévoda z Parmy, jako jedenáctiletý chlapec byl dědicem své starší sestry Marie z Guimarães.
Kateřina se vdala za vévodu z Braganzy Jana, který byl vnukem Jakuba, vévody z Braganzy legitimního dědice Portugalska. Vévodčin syn Theodosius, by byl královský dědic a následník trůnu.
Tvrzení vévodkyně bylo silné, a bylo posíleno postavení jejího manžela jako jednoho z legitimních nástupců; takže měli oba nárok držet královský majestát. Její tvrzení bylo posíleno skutečností že žila v Portugalsku. Portugalsko však ještě nemělo obecně uznanou vládnoucí královnu, ale vybírali se spíš muži.
Filip II. Španělský zkusil podplatit muže Kateřiny, aby opustil nároky jeho manželky za to že mu předá titul vicekrále Brazílie a post velmistra Kristova řádu, licenci aby ročně posílal osobní loď do Indie a manželství s jednou dcerou Diega Felixe Habsburského, knížete Asturijského. Vévoda z Braganzy byl ovlivněn manželkou a návrh odmítl.
Vévodkyně selhala v boji: nejsilnějším žadatelem byl její bratranec Filip II. který chtěl sjednotit Portugalsko se španělským královstvím pod jeho nadvládou.
Roku 1583 zemřel její manžel a žila jako vdova pod vládou svého kastilského bratrance.
Roku 1640 Kateřin vnuk a přímý dědic, tehdejší vévoda z Braganzy se stal králem Janem IV. Portugalským
Zemřela 15. listopadu 1614 v portugalském městě Vila Viçosa.

## Děti
Spolu se svým manželem Janem měla 10 dětí:
- 1. Marie z Braganzy (27. 1. 1565 Vila Viçosa – 30. 4. 1592 tamtéž), svobodná a bezdětná[1]
- 2. Serafina z Braganzy (20. 5. 1566 Vila Viçosa – 6. 1. 1604 Řím)[2]
⚭ 1594 Juan Fernandez Pacheco (20. 12. 1563 Escalona – 5. 5. 1615 tamtéž), 5. vévoda z Escalony, 5. markýz z Villeny a 5. hrabě z Xiqueny[3]
- 3. Teodósio II. z Braganzy (28. 4. 1568 Vila Viçosa – 29. 11. 1630 tamtéž), 7. vévoda z Braganzy od roku 1583 až do své smrti[4]
⚭ 1603 Ana de Velasco y Girón (12. 3. 1585 Neapol – 7. 11. 1607 Vila Viçosa)[5]
- 4. Eduard z Braganzy (21. 9. 1569 Vila Viçosa – 27. 5. 1627 Madrid), 1. markýz z Frechilly[6]
- 5. Alexandr z Braganzy (17. 9. 1570 Vila Viçosa – 11. 9. 1608 tamtéž), arcibiskup z Évory[7]
- 6. Querubina z Braganzy (11. 3. 1572 Vila Viçosa – 11. 3. 1580 Alcácer do Sal)[8]
- 7. Angelika z Braganzy (8. 6. 1573 Vila Viçosa – 9. 10. 1576 tamtéž)[9]
- 8. Marie z Braganzy (*/† 8. 6. 1573 Vila Viçosa)[10]
- 9. Isabela z Braganzy (13. 11. 1578 Vila Viçosa – 12. 1. 1582 tamtéž)[11]
- 10. Filip z Braganzy (17. 11. 1581 Vila Viçosa – 27. 9. 1608 tamtéž), svobodný a bezdětný[12]